# El Jebelein
El Jebelein (anche Al Jabalayn) è una cittadina nel Sudan centrale, situata sulla riva orientale del Nilo Bianco. Ha una popolazione di 894 residenti ma molto probabilmente è aumentata a causa dei profughi della seconda guerra civile in Sudan fino a una cifra tra le 1.000 e le 10.000 unità. La città è connessa alla rete ferroviaria Sudanese tramite una stazione dei treni. Nel 28-29 dicembre del 1989 "Il massacro di El Jebelein" ha avuto luogo in questa piccola città. Il Governo Sudanese proclama di aver stimato i morti tra i 150 - 250 individui mentre le autorità locali stimano circa in 4.000 le perdite di vite umane.
La città faceva parte del Regno dei Collo, appartenente alle persone di etnia Collo.
L'aeroporto più vicino alla città è l'aeroporto della città di Kosti, verso il nord.
Le principali etnie presenti in città sono i Scilluc e i Collo.